# Russlan Boukerou

a Compétitions nationales et continentales officielles uniquement.

b Matchs officiels uniquement.
Dernière mise à jour le 26 décembre 2019.
Russlan Boukerou, né le 16 décembre 1989 à Alger, est un joueur de rugby à XV franco-algérien qui évolue au poste de deuxième ligne (2,03 m pour 126 kg).

## Biographie
Russlan Boukerou commence le rugby alors qu'il a 13 ans à l'école de rugby de Cazères-sur-Garonne où son père joue également. Il n'y reste finalement que deux années avant de rejoindre US Colomiers, où il reste brièvement avant d'intégrer le Centre de formation du Stade toulousain à 16 ans. Celui qui a pour modèle Fabien Pelous gravit alors toutes les marches avant d'être intégré à l'équipe Espoir du Stade toulousain lors de la saison 2008-2009.
Il signe son premier contrat professionnel pour trois saisons de 2011 à 2014. Il se blesse sérieusement lors du match contre le Stade français lors de la saison 2011-2012. Russlan signe un contrat avec le FC Auch évoluant en Pro D2 durant la saison 2013-2014 puis au CA Brive en 2014. Ayant très peu de jeu, il signe au club de Tarbes Pyrénées rugby en 2015 qui joue en Pro D2. Il termine sa carrière au SC Albi de 2016 à 2019. En 2019, une hernie cervicale le contraint à prendre sa retraite sportive.

## Palmarès

### En club
- Stade toulousain
  - Vainqueur du Championnat de France en 2011[N 1] et 2012[N 1]

### En sélection nationale
- France -20
  - Vainqueur du Tournoi des Six Nations des moins de 20 ans en 2009